# 福民花園

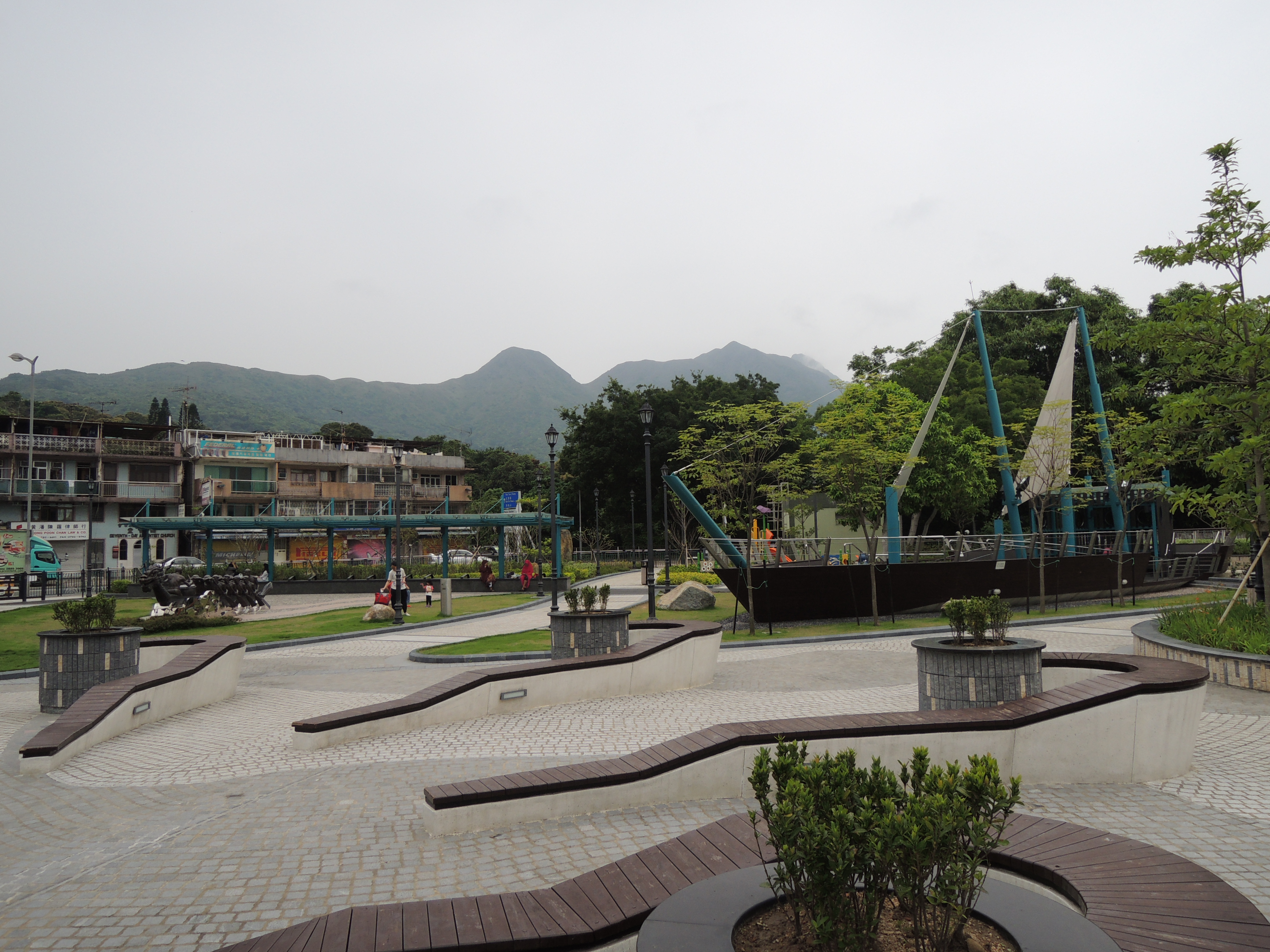
福民花園

福民花園（英語：Fuk Man Garden）是香港的一座船舶主題公園，位於新界西貢市福民路，佔地4,000平方米，於2012年6月2日開幕，由康樂及文化事務署管理。

## 設計
福民花園園內有一座30米高、高桅杆舉起兩塊白帆、像在大海航行的帆船地標及一條長8米、3噸重的巨型龍船雕塑。後者是由香港雕塑家黎日晃設計及製作，象徵於西貢每年舉行的龍舟競賽。此外，園內6張長凳皆以木材製造，設計為水滴形，位於入口處的涼亭頂部設計亦為船形從上空瞰，公園地上魚鱗似的花紋，形成波浪效果，以配合公園的主題。

## 歷史
2005年，《施政報告》提出改善全香港16段明渠，其中位於西貢福民路的一段180米長、12米闊的明渠工程於2009年8月由渠務署啟動，將其更改興建成為三孔箱形暗渠，並且在暗渠上興建一座以船舶為主題的公園，工程於2012年5月竣工。
福民花園耗資7千萬港元建造，歷時33月竣工，比起原定提早半年完成。2012年6月2日，時任發展局局長的林鄭月娥主持福民路明渠改善計劃竣工暨福民花園開幕典禮。

## 事件
花園開幕後經常被牛隻闖入吃掉花圃內的植物，留下糞便；有遊人走近牛隻拍照。漁農自然護理署表示會建議在花圃四周加建圍欄，並轉為栽種一些牛隻不愛吃的植物。康樂及文化事務署則表示計劃在花園出入口加設欄柵。